# Straight Outta Ca$hville
Straight Outta Ca$hville (englisch für „Direkt aus Cashville“) ist das Debütalbum des US-amerikanischen Rappers Young Buck. Es erschien am 24. August 2004 über die Labels G-Unit Records und Interscope als Standard- und Special-Edition.

## Inhalt
Der Titel des Albums ist an das legendäre Straight Outta Compton von N.W.A angelehnt und dient auch als Anspielung auf Johnny Cash, der seine größten Erfolge in Young Bucks Heimatstadt Nashville, Tennessee hatte. Wie bei der G-Unit üblich, handeln die Texte vor allem von den üblichen Gangsta-Rap-Themen wie Marihuana, Drogenhandel, dem Hip-Hop-Game, Schusswaffengebrauch und Geld. Young Buck fügt durch seine Herkunft aus Nashville zusätzlich noch „Southern Gangsta“-Inhalte ein und glorifiziert selten das Gangsta-Leben. Unter anderem befindet sich eine Version des Nancy-Sinatra-Klassikers Bang Bang auf dem Album.

## Produktion
Bei dem Album fungierten Young Bucks Labelchefs 50 Cent und Sha Money XL als ausführende Produzenten. DJ Paul und Juicy J produzierten gemeinsam zwei Lieder des Albums. Das Duo Dre & Vidal steuerte ebenso zwei Instrumentals bei wie der Musikproduzent Needlz. Weitere Produktionen stammen von Lil Jon, Mr. Porter, Red Spyda, Crown, Diverse, Midi Mafia, Doug Wilson, Chad Beat, Felony und Black Jeruz.
Young Buck erklärte in Interviews, er habe absichtlich auf Musik von Dr. Dre und Eminem verzichtet. Er wollte ein „G-Unit South-Gefühl“ verbreiten, und Produktionen von Dre und Eminem würden nicht zu einem Newcomer wie ihm passen.

## Covergestaltung
Das Albumcover der Standard-Edition zeigt Young Buck, der mit ausgestrecktem Arm auf den Betrachter zeigt und diesen ansieht. Am unteren Bildrand befinden sich die Schriftzüge Young Buck und Straight Outta Ca$hville in Schwarz bzw. Weiß. Im Hintergrund steht ein Gebäude, auf dem der weiße Schriftzug The Hood zu sehen ist. Das Cover der Special-Edition zeigt Young Buck, der eine dunkelgrüne Sturmhaube trägt und die Zähne zusammenbeißt. Der Hintergrund ist schwarz gehalten und links oben befindet sich sein Logo, die Buchstaben Y und B in Grau.

## Gastbeiträge
Auf neun bzw. zehn Liedern des Albums sind neben Young Buck andere Künstler vertreten. So ist der Rapper 50 Cent an den Songs I’m a Soldier, Let Me In und Bonafide Hustler beteiligt, wobei auf letzterem ebenfalls der Rapper Tony Yayo zu hören ist. Mr. Porter tritt auf Look at Me Now in Erscheinung und der Track Prices on My Head ist eine Kollaboration mit dem G-Unit-Mitglied Lloyd Banks sowie dem Rapper D-Tay, der zudem auf Taking Hits einen Gastauftritt hat. Außerdem arbeitet Young Buck auf Welcome to the South mit den Rappern David Banner und Lil’ Flip zusammen, während er auf Walk with Me von Stat Quo unterstützt wird. Des Weiteren haben die Rapper The Game und Ludacris einen Gastbeitrag auf dem Song Stomp.
Der Bonussong DPG-Unit ist eine Kollaboration mit den Rappern 50 Cent, Lloyd Banks, Snoop Dogg, Daz und Soopafly.

## Titelliste
| #  | Titel                | Gastmusiker             | Produzent               | Länge |
| -- | -------------------- | ----------------------- | ----------------------- | ----- |
| 1  | I’m a Soldier        | 50 Cent                 | Dre & Vidal, Felony     | 3:34  |
| 2  | Do It Like Me        |                         | Chad Beat, Sha Money XL | 3:51  |
| 3  | Let Me In            | 50 Cent                 | Needlz                  | 3:44  |
| 4  | Look at Me Now       | Mr. Porter              | Mr. Porter              | 4:26  |
| 5  | Welcome to the South | David Banner, Lil’ Flip | Red Spyda               | 3:50  |
| 6  | Prices on My Head    | D-Tay, Lloyd Banks      | Crown                   | 4:21  |
| 7  | Bonafide Hustler     | 50 Cent, Tony Yayo      | Diverse                 | 4:16  |
| 8  | Shorty Wanna Ride    |                         | Lil Jon                 | 4:21  |
| 9  | Bang Bang            |                         | Needlz                  | 3:34  |
| 10 | Thou Shall           |                         | Midi Mafia              | 3:15  |
| 11 | Black Gloves         |                         | Doug Wilson             | 3:16  |
| 12 | Stomp                | The Game, Ludacris      | DJ Paul, Juicy J        | 4:44  |
| 13 | Taking Hits          | D-Tay                   | DJ Paul, Juicy J        | 3:47  |
| 14 | Walk with Me         | Stat Quo                | Dre & Vidal             | 4:10  |

Bonus-Song der Special-Edition:
| #  | Titel    | Gastmusiker                                     | Produzent                 | Länge |
| -- | -------- | ----------------------------------------------- | ------------------------- | ----- |
| 15 | DPG-Unit | 50 Cent, Lloyd Banks, Snoop Dogg, Daz, Soopafly | Black Jeruz, Sha Money XL | 4:06  |

Bonus-DVD der Special-Edition:
| # | Titel                              |
| - | ---------------------------------- |
| 1 | Straight Outta Ca$hville Interview |
| 2 | Behind the Scenes: Let Me In Video |
| 3 | The Tony Yayo Story                |

## Chartplatzierungen und Singles
Straight Outta Ca$hville stieg am 11. September 2004 auf Platz 3 in die US-amerikanischen Albumcharts ein und konnte sich 29 Wochen in den Top 200 halten. Auch im Vereinigten Königreich und in der Schweiz erreichte das Album die Charts und belegte Rang 22 bzw. 94, während es in Deutschland die Top 100 verpasste.
Als Singles wurden die Lieder Let Me In, Shorty Wanna Ride und Look at Me Now ausgekoppelt.

## Verkaufszahlen und Auszeichnungen
In den Vereinigten Staaten wurde Straight Outta Ca$hville für mehr als eine Million verkaufte Exemplare Anfang 2005 mit einer Platin-Schallplatte ausgezeichnet.